# Entenbach (Kreuzbach)
Der Entenbach ist ein 1,2 Kilometer langer Bach auf der Gemarkung der Gemeinde Mönsheim im Enzkreis in Baden-Württemberg, der von rechts in den Kreuzbach mündet.

## Geographie

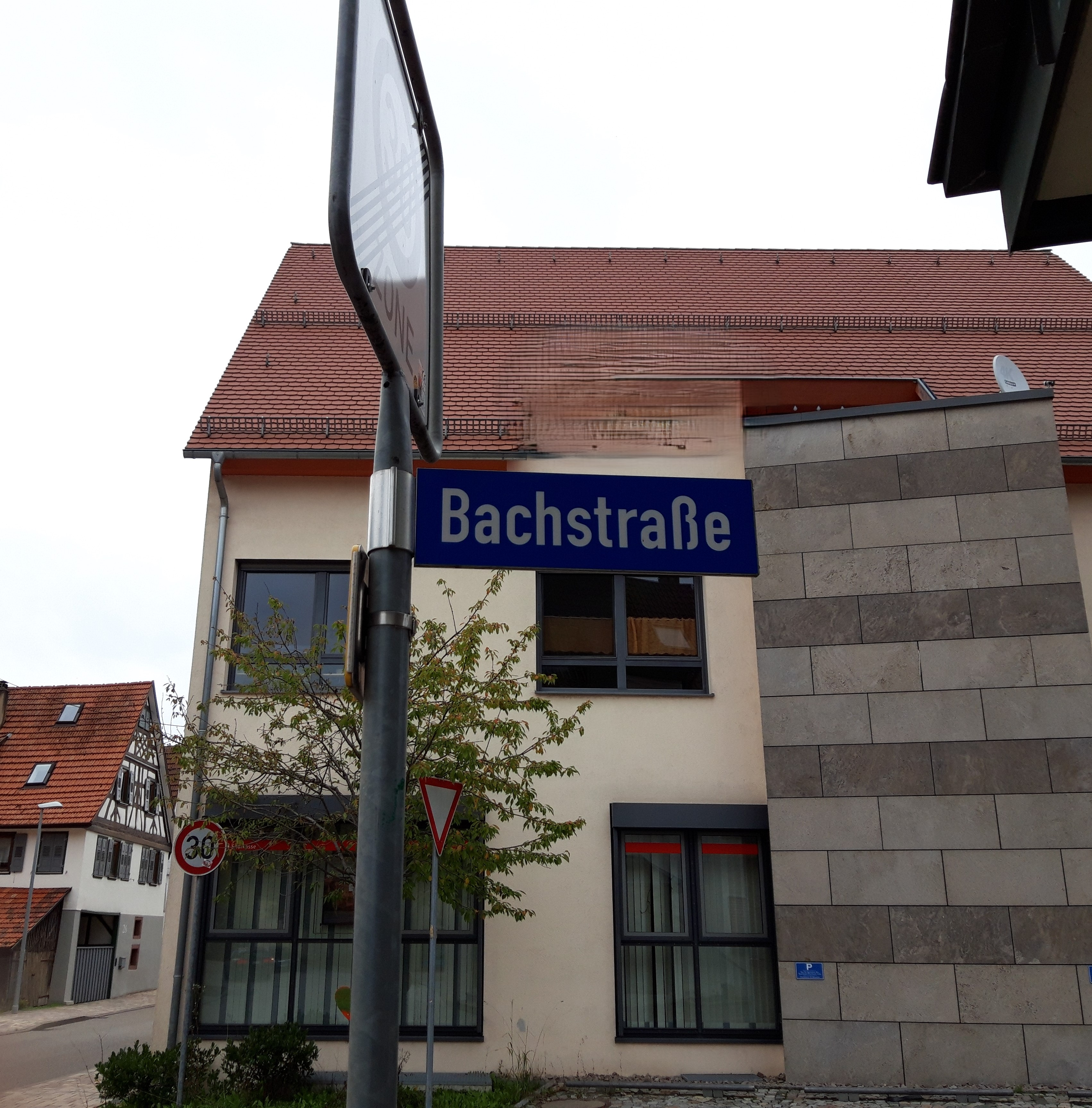
Der Name Bachstraße in Mönsheim bezieht sich auf den Entenbach

### Verlauf
Der Entenbach entspringt ungefähr einen halben Kilometer südlich von Mönsheim etwa 50 m westlich der Landstraße 1134 Richtung Heimsheim, im Gewann Wasen, auf etwa 395 m ü. NHN. Zunächst fließt er in nördlicher Richtung parallel zur Landesstraße und erreicht nach etwa 600 m Mönsheim im Bereich der Herrenwiese. Eingedolt verläuft er unter der Brunnenstraße und anschließend unter der Bachstraße bis er schließlich nach 1160 m auf etwa 340 m ü. NHN von rechts in den Kreuzbach mündet, der in Mönsheim als Grenzbach bekannt ist. Zuflüsse besitzt der Entenbach keine.

### Einzugsgebiet
Das Einzugsgebiet des Entenbachs erstreckt sich über eine Fläche von etwa 5,3 km² und deckt grob den südöstlichen Teil der Gemarkung Mönsheims ab. Naturräumlich gehört es zum Enz-Grenzbach-Heckengäu, einem Unterraum des Neckarbeckens. Der mit etwa 486 m ü. NHN höchste Punkt liegt auf dem Steinsberg, der sich zwischen Friolzheim und Flacht befindet. Hier im südlichen Bereich verläuft die Grenze des Einzugsgebietes nördlich des Industriegebiets Am Dieb/Friedrichshof. Das Areal südlich dieser Linie entwässert in den Kotzenbach, der direkt in die Würm mündet.
Eine weitere markante Erhebung ist der Schellenberg, der fast ebenso hoch wie der Steinsberg ist und eine Höhe von 485 m ü. NHN erreicht. Er liegt im südöstlichen Teil des Einzugsgebiets zwischen der Landesstraße 1177 und der Kreisstraße 4569. Die Flächen am Osthang des Schellenbergs entwässern direkt in den Strudelbach. Nördlich der L1177 verläuft die Grenze zum Einzugsgebiet des Kreuzbachs/Grenzbachs. Der höchste Punkt in diesem Abschnitt befindet sich mit ca. 479 m ü. NHN im Gewann Dreieichen in der Nähe des Porsche-Werks.

### LUBW
Allgemeiner Einstieg ohne Voreinstellungen und Layer: Daten- und Kartendienst der Landesanstalt für Umwelt Baden-Württemberg (LUBW) (Hinweise)
1. ↑  Länge nach dem Layer Gewässernetz (AWGN).
2. ↑  Einzugsgebiet nach dem Layer Basiseinzugsgebiet (AWGN).
3. ↑  Höhe nach dem Höhenlinienbild auf dem Hintergrundlayer Topographische Karte.

### Andere Belege
1. 1 2  Friedrich Huttenlocher, Hansjörg Dongus: Geographische Landesaufnahme: Die naturräumlichen Einheiten auf Blatt 170 Stuttgart. Bundesanstalt für Landeskunde, Bad Godesberg 1949, überarbeitet 1967. → Online-Karte (PDF; 4,0 MB)
2. 1 2  Daten- und Kartendienst der Landesanstalt für Umwelt Baden-Württemberg (LUBW) (Hinweise)